# 비스트로

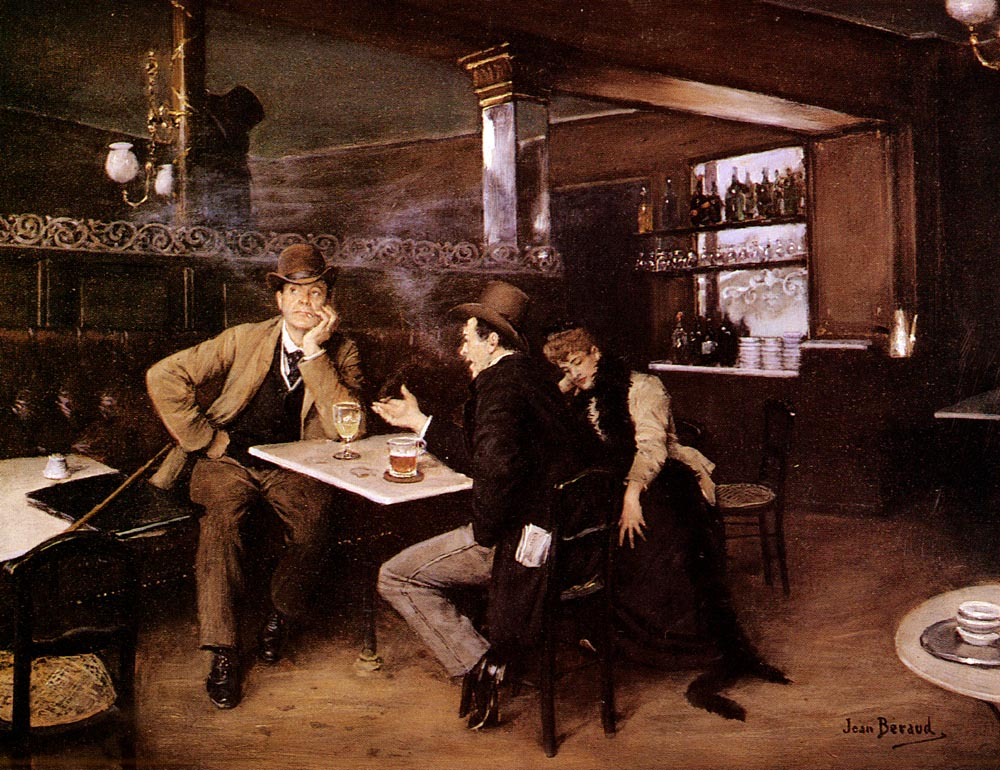
비스트로에서(At the Bistro) - 장 베로.

비스트로(bistro, bistrot)는 규모가 작은 프랑스 파리식 식당으로, 수수한 환경에서 술과 더불어 저렴하고 단순한 음식을 제공한다. 비스트로는 대부분 제공되는 음식으로 정의된다. 프랑스 가정식 요리, 카술레와 같은 천천히 조리된 음식, 콩 스튜가 일반적이다.

## 역사
비스트로는 세입자들이 식사 제공 하숙을 위해 지불한 파리 아파트의 지하 부엌에서 개발되었을 가능성이 높다. 임대주는 자신들의 부엌을 공개적으로 임대 개방하여 소득을 보충할 수 있었다. 단순하게 구성된 음식 위주의 메뉴를 대량으로 준비할 수 있었으며 시간의 경과에 따라 유지되었다. 포도주와 커피도 제공되었다.
오늘날 비스트로는 대부분 환대 산업의 일부이다. 호텔, 바, 펍과 연결되기도 한다. 저렴하고 단순한 메뉴, 또 특정 문화 요리에 매이지 않은 메뉴가 일반적이다.

## 용어
용어의 기원은 불분명하며 지역 단어에서 비롯된 것으로 추정된다: bistro, bistrot, bistingo, bistraud, bistouille, bistrouille. 이 단어가 사용된 최초 기록은 1884년 등장한다.

## 같이 보기
- 브라스리